# Helicopsyche amarawathi
Helicopsyche amarawathi är en nattsländeart som beskrevs av Schmid 1958. Helicopsyche amarawathi ingår i släktet Helicopsyche och familjen Helicopsychidae. Inga underarter finns listade i Catalogue of Life.